# Момин град
Момин град е поддържан резерват в землището на село Бяла река, община Върбица, България. Създаден е със заповед на Главно управление на горите от 1960 г. с цел поддържане и опазване на вековна букова гора. През 1999 г. е прекатегоризиран като „поддържан резерват“, а през 2013 г. площта му е намалена от 10,9 на 6,65 хектара.